# Jasmin Bašić
Jasmin Bašić (Sarajevo, 7. prosinca 1971.) je bosanskohercegovački operni pjevač, tenor i autor.

## Školovanje
Diplomirao 2003. godine, a potom 2006. godine i magistrirao solo pjevanje (operni i koncertni smjer) u klasi sopranistice Radmile Bakočević (Beograd).
Do 2009. se usavršavao u specijalističkoj klasi Kammersängerin Olivere Miljaković (Beč).

## Angažman
Zaposlen je u Operi Narodnog kazališta u Sarajevu kao solist, a djeluje i kao vokalni pedagog. U 2016. godini, također jubilarna operska sezona, obavljao je dužnost umjetničkog direktora opere u Sarajevu.

## Uloge
Značajnije uloge opernog i operetnog facha na sceni Opere Narodnog kazališta u Sarajevu: 
- Imotski kadija (Hasanaginica, Horozić),
- Sokolović (Nikola Šubić Zrinjski, Zajc),
- Ismaele (Nabucco, Verdi),
- Lenski (Jevgenij Onjegin, Čajkovski),
- Jupiter (Orfej u podzemlju, Offenbach)
- Asker (Safikada, Insanić),
- Monostatos (Čarobna frula/Die Zauberflöte, Mozart),
- Don Ottavio (Don Giovanni, Mozart),
- Basilio (Figarov pir/Le nozze di Figaro, Mozart),
- Bastien (Bastien & Bastienne, Mozart),
- Stefano (Kazališne zgode i nezgode (Viva la mamma), Donizetti),
- Alfred (Šišmiš/Die Fledermaus, Strauss),
- Boni (Kneginja čardaša/ Die Csardasfürstin, Kalman),
- Zeta (Vesela udovica/Die lustige Witwe, Lehar),
- Dr. Ovnović (Aska i vuk, Horozić),
- Vuk (Ježeva kućica, Vauda),
- Gaston (Travijata, Verdi),
- Borsa (Rigoletto, Verdi),
- Remendado (Carmen, Bizet)

Nastupio je kao koncertni solist sa Sarajevskom filharmonijom (Beethoven - Fantasia in c-mol, Gala koncert, popularni koncerti Opere)... 
Koncertni repertoar obuhvaća i djela J. Slavenskog - Simfonija Orijenta, M. Katavića - Bosanski Te Deum, A. Pavliča - Missa bosniensis...
Nastupao je i s orkestrom Pons Artis iz Beča.
U razdoblju od 1994. godine do danas održao je niz samostalnih recitala i koncerata duhovne glazbe u Austriji, Hrvatskoj, Italiji i BiH.

## Mjuzikl
- M. C. (Cabaret 2014 (John Kander / Fred Ebb). Adaptatacija mjuzikla "Cabaret" (1972) u režiji Bob Fosse)
- Oliver Warbucks (Strouse / Charnin / Meehan) Adaptacija mjuzikla "Annie"

## Interesi
Cabaret, musical, francuska šansona, tradicionalna glazba - sevdalinka

## Nosači zvuka
Kao solist sudjeluje u projektu "Bosanski Te Deum"  (oratorij) M. Katavića, a snimka uživo s koncerta održanog 19. prosinca 1999. godine izlazi u izdanju međureligijske službe "Oči u oči" i Pontanime.

## Vanjske poveznice
- Narodno kazalište Sarajevo / Opera